# ワン切り
ワン切り（ワンぎり）は、音声通話で呼び出しを1 - 2回通知したのちに切断し、相手の着信履歴に発信者電話番号を通知する手法を指す。

## 概説
呼び出し音の回数に応じた対応を事前に取り決め、音声電話を符号的に用いることで、通話料金を課金させずに意思伝達が可能となる。携帯電話の普及以前は家族や友人など限定的集団で汎用された。
スマートフォンの普及以後、触法商法や詐欺で多用される。有線電気通信法第15条で「通話を行うことを目的とせずに多数の相手方に電話をかけて符号のみを受信させることを目的として、他人が設置した有線電気通信設備の使用を開始した後通話を行わずに直ちに当該有線電気通信設備の使用を終了する動作」とされ、「営利を目的とする事業を営む者」が「自動的に連続して行う機能を有する電気通信を行う装置」を用いた場合「1年以下の懲役又は100万円以下の罰金」としている。

## 悪用
かつては、固定電話へ番号非通知でワン切りを試行して有効な電話番号簿を作成し、過去のハローページなどと突合して加入者名と住所を整え、触法的商法に用いた。
情報通信の黎明期にパーソナルコンピュータとモデムを整えて簡便なプログラムを作成することで、連続して多数の自動発呼が可能となり、1990年代から不当請求、架空請求、振り込め詐欺の前駆となる。
近年はランダム・デジット・ダイヤリング (RDD) などを用いて無作為な発呼が可能となる。
着信履歴へ折り返し発信させて国際通話料金を負担させて通話料金の割戻しで受益を企んだり、折り返し通話に音声ガイダンスなどで対応して高額サービスを偽装、成人向けサービスを装い高額の利用料金を請求する振り込め詐欺、など犯罪手法は多様である。
日本電信電話は「機械的不完了呼」として輻輳の一因と認め、「ワン切りで利用した場合、回線を解約または停止する」と契約約款を改定した。
最近ではNTTドコモの電話番号に対して、テレビ電話からワン切りして、契約者がFOMAを利用しているか否か確認する者がいる。

## 対策
不明な電話番号や着信履歴へ発信しない。相手を確認する場合は、184を付すなど非通知で発信するか公衆電話を用いる。
利用者の意思に反して有料サービスに誘導された場合は、契約は成立せずに料金請求は無効で、国民生活センター、地方自治体、司法などに支援を要請する。
携帯電話会社が提供するサービス
- NTTドコモ「番号通知お願いサービス」[3]
- au「番号通知リクエストサービス」[4]
- SoftBank「ナンバーブロック」[5]